# Éjszakák és nappalok (televíziós sorozat)
Az Éjszakák és nappalok, eredeti címén  Noce i dnie, egy Jerzy Antczak rendezésében készített 12 részes tévéfilmsorozat, amely az azonos című, 1975-ben bemutatott és 1976-ban Oscar-díjra jelölt lengyel filmnek a televíziós változata 1978-ból. A történet Maria Dąbrowska 1933-ban írott lengyel történelmi regényén a lengyelül azonos címen megjelent Noce i Dnie című könyvön alapul, amely magyarul Éjjelek és nappalok címen került forgalomba 1958-ban, de Éjszakák és nappalok címen is hivatkoznak rá. 
A Magyar Televízió 1979-ben sugározta.

## Alkotói
- Rendező: Jerzy Antczak
- Írta: Maria Dąbrowska
- Forgatókönyvíró: Jerzy Antczak
- Zeneszerző: Waldemar Kazanecki
- Operatőr: Stanisław Loth
- Gyártásvezető: Jerzy Masłowski
- Magyar szöveg: Dávid Csaba
- Szinkronrendező: Zákányi Balázs

## Epizódok
1. Bogumil és Barbara (1979. szeptember 11., 20:00, kedd, M1)
2. Pioturs és Teresa (1979. szeptember 18., 20:00, kedd, M1)
3. A nagymama (1979. szeptember 25., 20:00, kedd, M1)
4. Aggodalmak (1979. október 2., 20:00, kedd, M1)
5. A szerencse mosolya (1979. október 9., 20:00, kedd, M1)
6. Szerelem (1979. október 16., 20:00, kedd, M1)
7. Janusz és Celina (1979. október 23., 20:00, kedd, M1)
8. A szerelem és a halál ideje (1979. október 30., 20:00, kedd, M1)
9. Szülők és gyermekeik (1979. november 6., 20:00, kedd, M1)
10. Születünk, meghalunk, s az élet megy tovább (1979. november 13., 20:00, kedd, M1)
11. Alkonyat (1979. november 20., 20:00, kedd, M1)
12. Eljön az éjszaka (1979. november 27., 20:00, kedd, M1)

## Szereplők
| Szerep                           | Színész              | Magyar hang   |
| -------------------------------- | -------------------- | ------------- |
| Barbara Niechcic                 | Jadwiga Barańska     | Földi Teri    |
| Bogumił Niechcic                 | Jerzy Bińczycki      | Szersén Gyula |
| Barbara anyja                    | Barbara Ludwiżanka   |               |
| Daniel Ostrzeński                | Jerzy Kamas          |               |
| Michalina Ostrzeńska             | Janina Traczykówna   |               |
| Teresa Ostrzeńska-Kociełło       | Elżbieta Starostecka |               |
| Lucjan Kociełło                  | Emir Buczacki        |               |
| Agnieszka Niechcic               | Stanisława Celińska  |               |
| Marcin Śniadowski                | Jan Englert          |               |
| Tomasz Niechcic                  | Kazimierz Mazur      |               |
| Janusz Ostrzeński                | Olgierd Łukaszewicz  |               |
| Anzelm Ostrzeński                | Andrzej Seweryn      |               |
| Józef Toliboski                  | Karol Strasburger    |               |
| Klemens Klicki                   | Henryk Borowski      |               |
| Stefania Holszańska              | Beata Tyszkiewicz    |               |
| Orosz tiszt                      | Kazimierz Kaczor     |               |
| Holszański                       | Andrzej Szczepkowski |               |
| Jan Łada                         | Władysław Hańcza     |               |
| Komodziński pap                  | Mieczysław Milecki   |               |
| Wiktoria Łada, Jan Łada felesége | Halina Czengery      |               |
| Porosz őrnagy                    | Jan Nowicki          |               |

## Fogadtatás
„Egy másfajta valóság, a történelmi, annak is egy múlt századi, illetve századeleji lengyel darabjának megismerését kínálja a kedd este indult sorozat, a drámává átalakított Éjszakák és nappalok. Már az első részből kiviláglott, hogy a tévéfilm széles társadalmi hátteret rajzol az események mögé, társadalomrajzot ad egyéni sorsokkal „színezve.” Tekintettel arra, hogy ezúttal jeles lengyel szerző, Maria Dobrowska jelentős művének filmváltozatáról van szó, nem ártott volna néhány okos bevezető mondat, akár frappáns dialóg formájában, szerzőről, korról, egy kis irodalmi ismeretterjesztés — módjával. Elvégre nem mindenki tudja leemelni polcáról a Világirodalmi Lexikont, hogy felüsse a D-betűnél, ha elfogja a kíváncsiság. Korántsem a hiány pótlására, csupán ízelítőül álljon itt néhány fontos ismeret lexikoni tömörséggel. Dabrowska a XX. századi lengyel próza egyik legnagyobb alakja. Első műveiben, az 1920-as években, falun töltött gyermekkorát idézi. (A gyermekkor mosolya, A cseléd, házak népe), elbeszélései is falusi emlékekből táplálkoznak. Regényciklusán, amely 1933-ban jelenik meg, címe Éjszakák és nappalok, hét évig dolgozott. Ebben a családregényben a lengyel földbirtokosság 'válságát mutatja be; regényének anyagát saját életéből, környezetéből vette, de tipikus fejlődési folyamatot ábrázolt. Válogatott elbeszélései — Falusi lakodalom — magyarul is napvilágot láttak. A 12 részes sorozatban tehát egy jelentős lengyel író világával ismerkedhetünk meg, az első rész alapján: színvonalas filmen.”